# خیرارد آدریان هینیکن
خیرارد آدریان هاینکن، (به هلندی: Gerard Adriaan Heineken) (زاده ۲۹ سپتامبر ‍1841 - درگذشته ۱۸ مارس ۱۸۹۳) کارآفرین، بازرگان و مدیر ارشد اجرایی هلندی بود، که در سال ۱۸۶۴ کارخانه آبجوسازی هینیکن را تأسیس کرد.